# Kanton Le Pont-de-Beauvoisin (Isère)
Le Pont-de-Beauvoisin is een voormalig kanton van het Franse departement Isère. Het kanton maakte deel uit van het arrondissement La Tour-du-Pin. Het werd opgeheven bij decreet van 18 februari 2014, met uitwerking op 22 maart 2015.

## Gemeenten
Het kanton Le Pont-de-Beauvoisin omvatte de volgende gemeenten:
- Les Abrets
- Aoste
- La Bâtie-Montgascon
- Chimilin
- Corbelin
- Fitilieu
- Granieu
- Le Pont-de-Beauvoisin (hoofdplaats)
- Pressins
- Romagnieu
- Saint-Albin-de-Vaulserre
- Saint-André-le-Gaz
- Saint-Jean-d'Avelanne
- Saint-Martin-de-Vaulserre